# Ned et son triton
Ned et son triton (Ned's Newt) est une série télévisée d'animation allemande et canadienne en 78 épisodes de 11 minutes produite par Nelvana et TMO Film GmbH. Elle a été diffusée du 18 octobre 1997 et le 31 décembre 1999 au Canada sur Teletoon, à partir du 7 février 1998 dans le bloc de programmation Fox Kids aux États-Unis, et à partir du 18 septembre 1999 sur Super RTL en Allemagne.
En France, la série est diffusée sur Télétoon France, Disney Channel et M6 Kid, et au Québec sur Télétoon et rediffusée sur Télétoon Rétro.

## Synopsis
Las d'être seul, Ned s'achète un triton en guise d'animal de compagnie, qu'il baptise Newton. Nourri avec une nourriture spéciale, le petit animal se transforme en monstre gigantesque toujours affamé, ayant la faculté de se camoufler instantanément afin de devenir invisible aux yeux de l'entourage de Ned. 
Évidemment, de par sa taille, Newton provoque beaucoup d'incidents que personne ne peut expliquer, mais son humeur festive fait qu'il devient vite le meilleur ami de Ned.

## Distribution
- Nathalie Stas : Ned Flemkin
- Bernard Perpète : Newton
- Peppino Capotondi : Eric Flemkin
- Catherine Conet : Sharon Flemkin

## Épisodes
1. Un triton à la maison, c'est coton ! (Out With The Old, in With The Newt)
2. Si t'as du cœur, joue du carreau ! (What Rock Through Yonder Window Breaks)
3. Les Roues de l'infortune (Nightmare on Friendly Street)
4. Celui qui crie : Au triton ! (A Snitch in Time)
5. Objectif Mars (Mars Dilemma)
6. Opération supermarché (Mall Good Things Come to an End)
7. Quel cirque ! (The Most Grating Show on Earth)
8. Une vie de chien (Saving Lummox)
9. Les Aventuriers de la décharge perdue (Voyage to The Bottom of The Dump)
10. Inca à part (Happy Blood Alter Ring to You)
11. Maniaques de la presse (Citizen Ned)
12. Va faire un tour (Take A Hike)
13. Pris en grippe (One Flu Over The Cuckoos' Nest)
14. M'accordez-vous cette valse ? (What Big Rewrite Notes You Have)
15. Maman j'ai raté le coche (Planes, Trains, and Newtmobiles)
16. Médaille dort (Broken Record)
17. Jurassique toi-même (Jurassic Joyride)
18. La Nuit de la pub (Help Me, I'm Bald)
19. Sou chanceux (The Lucky Penny)
20. Un amour de Newton (Newton Falls in Love)
21. Titre inconnu
22. Un château dans les arbres (Can't See The Forest For The Tree Fort)
23. Des vitamines… de choc (New Improved Zippo)
24. Le Musée battu (Newton's Day Out)
25. Titre inconnu
26. Le Record battu (Broken Record)
27. Mon père, cet espion (Live and Let Dad)
28. Soldat Ned (Ned's Army)
29. Jusqu'au sommet (Climb Every Newton)
30. Le Triton migrateur (Go Nest Young Man)
31. Week-end chez Bernice (Weekend at Bernice)
32. Un bébé pour Newton (New Year's Ned)
33. Silence, on tourne ! (Lights, Camera, Newton)
34. Faiseur de pluie (When in Drought)
35. Panique à l’hôpital (Draw Your Own Concussion)
36. Au poil ! (Tis Follicle to be Wise)
37. Retour vers le futile (Back to The Futile)
38. La croisière s’embrouille (Motley Cruise)
39. Le Pic panic (Take Your Picnic)
40. Les Moissons selon Newton (Crop! In the Name of Love)
41. Ça déménage (Abode to Ruin)
42. L'Exterminateur (Educating Reeger)
43. Newton et son triton
44. Le spectacle doit dégénérer (The Show Must Go Off)
45. Psychanalyse (If The Shoe Give You Fits)
46. Y'a plus d'Ned (Ned and Edna, and Ed 'n Aden)
47. La Nature profonde de Ned (Fantastic Neddage)
48. La Famille Newton (A Mother Day, A Mother Dollar)
49. C'est d'égout tant (Newt York, Newt York)
50. Lummox à la batte (Lummox of the Baskervilles)
51. Nedanstein (Frankenvine)
52. Rock'n'troll (Nedapalooza)
53. Journal intime (Diary of a Nedman)
54. Newton fait des maths (Last Fraction Hero)
55. Un carnaval mémorable (Carnival Knowledge)
56. Rapporte ! (Go Fetch)
57. Le Stage de xylophone (Xylophone Camp)
58. Aux grands maux les grands remèdes (The Friendly Triangle)
59. Newton au pays imaginaire (Never Never Ned)
60. Le Secret de Rudy McCabe (To Have and Have Newt)
61. Le Chalet de vacances (Summer Rental)
62. Le Message à la mer (The Man Who Would be Flemking)
63. Cyranewt De Bergerac (Cyranewt De Bergerac)
64. Le Garçon qui en savait trop (The Boy Who Newt Too Much)
65. Le Garçon d'honneur (Nedding Bells Are Ringing)
66. Dans la peau d'un triton (Newt's Ned)
67. La Porte arrière (Rear Bus Window)
68. Le Bal masqué (Et Tu, Newte?)
69. La Visite à l'aquarium (312 Angry Women)
70. Le Jouet diabolique (Toys Will Be Toys)
71. Newton fait son cinéma (Love is a Many Salamandered Thing)
72. L'Inventaire (Trouble Indemnity)
73. Où sont passées les vacances ? (Summer Gone, Summer Not)
74. Le Triton du bout du monde (Sealed with a Newt)
75. Dent pour dent (The Tooth is Out There)
76. La Commande à distance (Remote Possibility)
77. La Faillite de Friendly Falls (Regattadamerang)
78. Le Court métrage (All's Well That Hens Well)